# Segona Guerra Púnica
La Segona Guerra Púnica fou la guerra més important de les tres guerres púniques; lliurades entre Roma i Cartago, van comportar la fi de l'imperi cartaginès en benefici de Roma, que va esdevenir la potència hegemònica indiscutible del Mediterrani occidental, malgrat que Cartago va sobreviure i va continuar, en teoria, essent sobirana del seu reduït territori nord-africà. La guerra se sol datar des de l'any 218 aC, data de la declaració de guerra de Roma després de la destrucció de Sagunt, fins al 201 aC, quan Hanníbal Barca i Escipió van acordar les condicions de la rendició de Cartago. A la Segona Guerra Púnica hi destaca la batalla de Cannes.

## Antecedents
El Tractat de l'Ebre (226 aC), signat entre Cartago i la República de Roma, establia el riu Ebre com la frontera entre els dos poders. El 219 aC Roma, tement la força d'Hanníbal a Ibèria, va establir una aliança amb la ciutat edetana d'Arse (l'actual Sagunt), que es va transformar en protectorat en territori cartaginés al Sud del Riu Ebre. Hanníbal ho va entendre com un trencament del tractat i assetjà la ciutat, que demanà ajuda a Roma, qui es limità a exigir-li a Hanníbal que retirés el seu exèrcit. Després de vuit mesos de setge, Arse finalment caigué el 218 aC. Roma, immediatament, declarà la guerra a Cartago.
Després de la guerra de desgast que havia suposat la Primera Guerra Púnica tots dos contendents havien quedat exhausts. Malgrat tot, la pitjor part se l'havien emportat els cartaginesos, que no només havien patit àmplies pèrdues econòmiques fruit de la interrupció del seu comerç marítim, sinó que havien hagut d'acceptar unes costoses condicions de rendició. Al costat d'això, a més a més d'haver de renunciar a qualsevol aspiració sobre Sicília, van haver de pagar als seus enemics una indemnització de 3.200 talents de plata.
En aquesta decisió de rendició va ser clau la pressió dels grans oligarques cartaginesos (al capdavant es trobava Hannó II el Gran), que abans que res desitjaven la fi de la guerra per reprendre les seves activitats comercials. Altres importants figures púniques, en canvi, consideraven que la rendició havia estat prematura, especialment tenint en compte que Cartago mai havia sabut explotar la seva superioritat naval, i que la conducció de la guerra havia millorat ostensiblement des que l'estrateg Hamílcar Barca havia assumit el comandament de les operacions a Sicília. A més, consideraven abusives i deshonroses les condicions de l'armistici imposades per Roma.
Per agreujar la ja enrarida situació, els oligarques, que dominaven el senat cartaginès, es van negar a pagar a les tropes mercenàries que havien tornat des de Sicília, i que estaven estacionades al voltant de la ciutat. La nova malantesa va costar el setge no només de Cartago sinó la presa d'altres enclavaments púnics, com Útica, i només una magnífica campanya d'Hamílcar va aconseguir acabar amb els mercenaris rebels i amb els libio-fenicis de l'interior que s'havien sumat a la revolta.
Cartago necessitava una gran solució per millorar la debilitada economia, després de rebre un cop dur amb la pèrdua de Sicília, les finances es van afeblir. La solució la va dur Hamílcar Barca i els seus seguidors que van organitzar una expedició militar per obtenir les riqueses de la península Ibèrica. Els pobles de la zona meridional d'Hispània van ser sotmesos per Hamílcar. Quan va morir, el seu gendre Hasdrúbal pren el comandament. Hasdrúbal estableix aliances amb les tribus de l'est de la península Ibèrica gràcies a les seves habilitats diplomàtiques. Funda Cartago Nova (actual Cartagena) i situa la frontera al riu Ebre. Va ser assassinat en el 221 aC, després del qual es nomena a Hanníbal Barca cabdill cartaginès.

## Pla
Hanníbal projectà l'atac directe a Roma en una expedició per terra de 75.000 homes, 9.000 cavallers i alguns elefants de guerra, entre els anys 219 aC i 202 aC. Partí de les bases que els cartaginesos havien establert al sud de la península Ibèrica, especialment Cartago Nova (Cartagena), per compensar les pèrdues a Sicília, conquerint la ciutat d'Arse i atacant Roma amb el seu exèrcit i les tropes que pogués anar reclutant en el seu camí a la capital, en especial els ibers i els celtes de la Gàl·lia.

## La Campanya d'Hanníbal

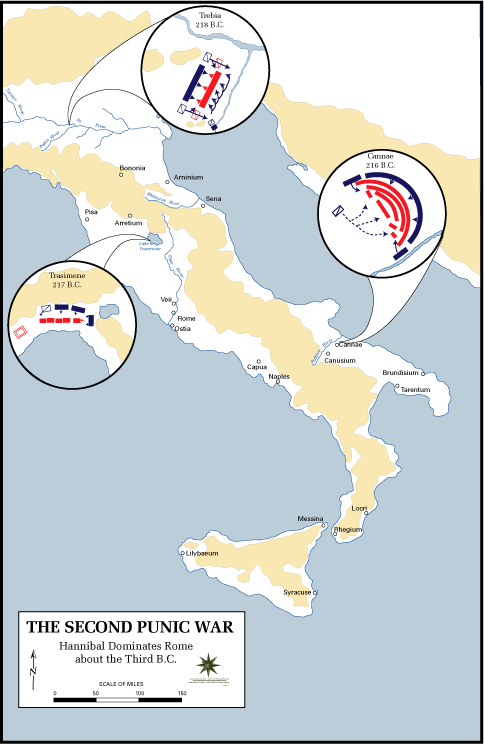
Principals batalles d'Hanníbal a Itàlia.

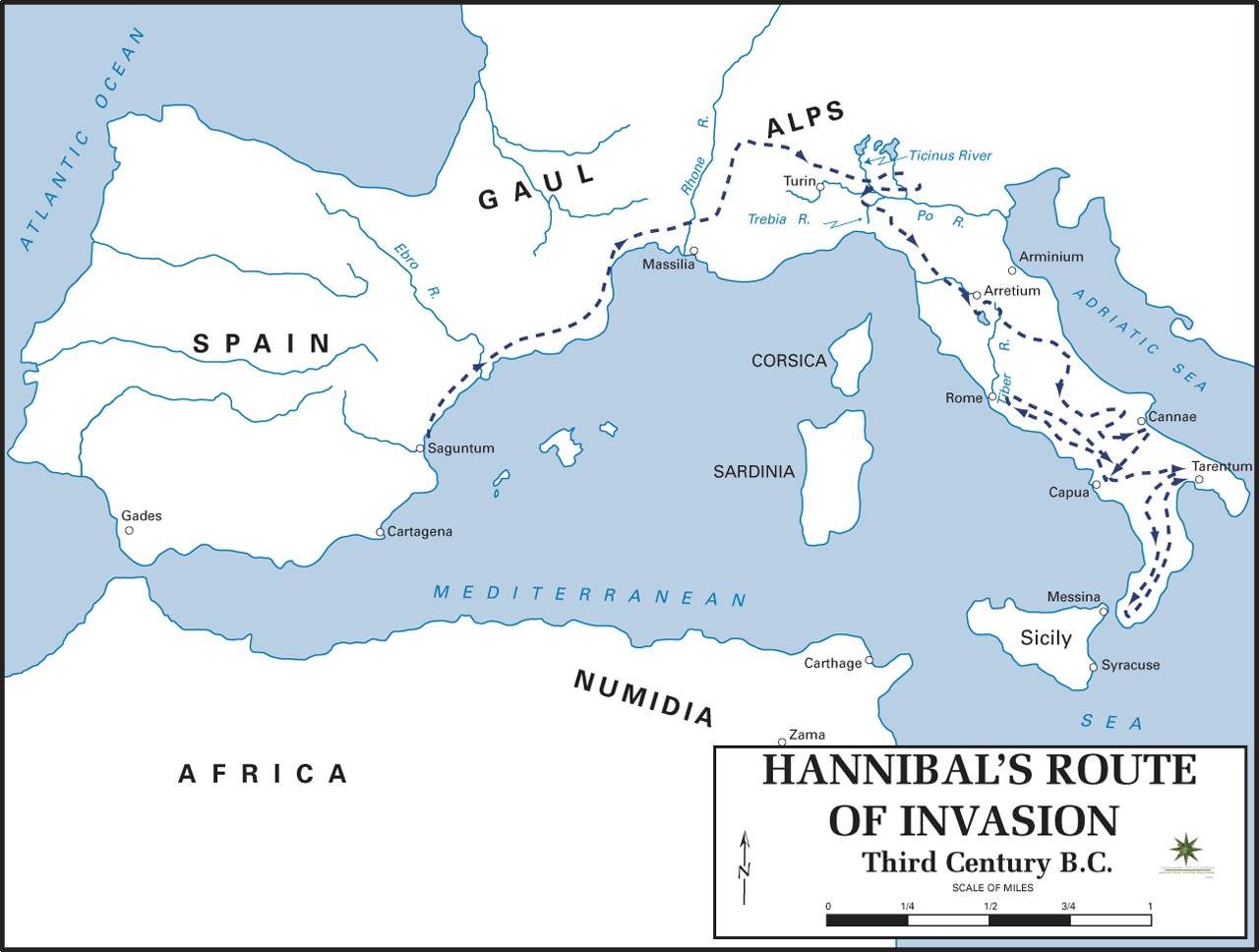
La ruta seguida per Hanníbal.

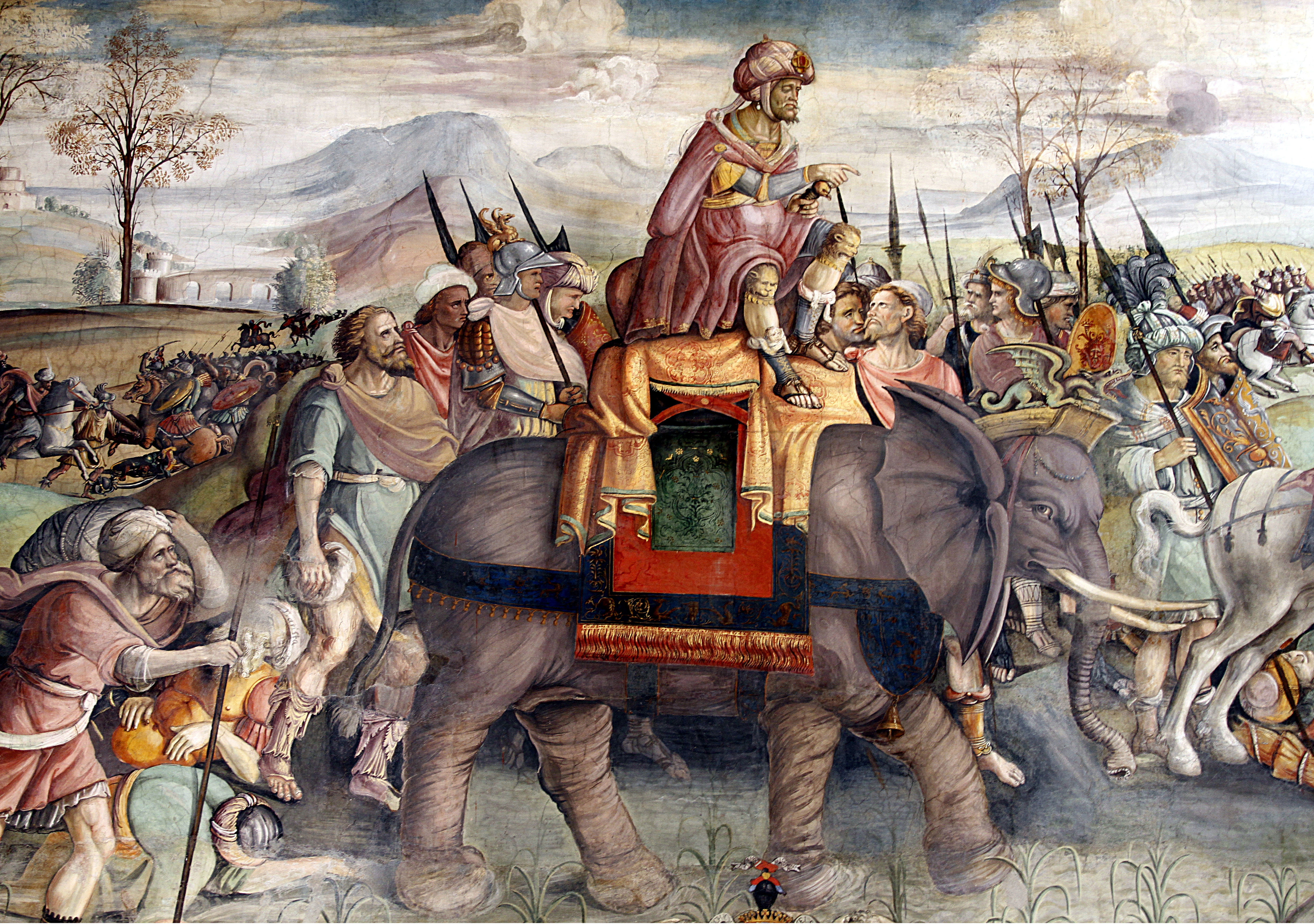
Hanníbal creuant els Alps.

Hanníbal canvia la política d'Hasdrúbal. Els conflictes entre els turbolitans (aliats de Cartago) i Sagunt (aliat de Roma), empenyen a les dues potències a una guerra inevitable. El 220 aC, gràcies a l'ús de la cavalleria i d'elefants, derrota una coalició de més de cent-mil carpetans, vacceus i olcades a la rodalia del riu Tajo. Les ciutats d'aquests pobles són destruïdes i sotmeses a tributs d'homes i espècies. Reobre les hostilitats amb els romans conquerint el 219 aC la ciutat de Sagunt, que era aliada de Roma però estava en els límits d'influència cartaginesa. Aquest és l'inici de la Segona Guerra Púnica.
Un cop dominada Arse, Hanníbal, amb un gran exèrcit, travessà els Pirineus i els Alps seguint una ruta molt discutida en els detalls, evitant les grans poblacions d'Emporion i Massàlia. Penetrà a Itàlia, esquivant l'exèrcit que els romans van enviar contra ell a Arles, i va travessar els Alps seguint un camí mostrat pels bois, afrontant les dificultats del clima i el terreny, les tàctiques de guerrilla de les tribus locals i les dificultats de dirigir un exèrcit amb diferents llengües i races, en una de les maniobres militars més agosarades de la història, en la qual va perdre 20.000 homes.
Els cartaginesos no podien enfrontar-se als romans per mar donada la superioritat naval d'aquests últims. Sabent això, parteixen des d'Hispània cap a Itàlia travessant els Alps. Hanníbal va conduir un exèrcit de 70.000 nord-africans i ibers a través del sud de França (la Gàl·lia Narbonense) i va creuar els Alps a l'hivern. Va envair Itàlia per sorpresa. No havia construït una flota i es creia impossible que pogués creuar la serralada. Certament, les baixes van ser importants, tant que van afectar també els seus elefants de guerra, dels quals només en van sobreviure tres. No obstant això, a la primavera va arribar al nord d'Itàlia amb un exèrcit de 26.000 efectius, va sotmetre la tribu dels taurinii i va prendre sense lluita llur capital, Torí.
Les tropes de suport (70 quinquerrems) enviades des de Cartago van ser interceptades per una flota romana de 120 quinquerrems i es van haver de retirar.
Ja en sòl italià, reeixí una gran victòria en la batalla de Trèbia gràcies al poder de la cavalleria, que va obligar els romans a evacuar la Llombardia, i va afegir gals i lígurs del nord d'Itàlia a la força expedicionària. Tot seguit, els cartaginesos van acampar les tropes per passar l'hivern, i avançar cap al sud a la primavera. Però el suport dels gals s'havia refredat.
Els romans, al comandament de Publi Corneli Escipió, van intentar atacar quan encara no era preparat, però un destacament de genets númides al comandament de Maharbal els va rebutjar en una escaramussa a la vora del riu Ticino. Escipió, que va ser ferit en l'enfrontament, es va salvar gràcies a la valèntia del seu fill de disset anys (el futur Escipió l'Africà), es va retirar a Placència. Va defensar el gual del riu Po en aquella alçada. Hanníbal va travessar el riu aigües amunt de Placència, i es va dirigir per a afronter Escipiói. Va atacar els romans en arribar a la ciutat. Escipió, comprenent la superioritat de la cavalleria cartaginesa, va rebutjar la batalla i, sorprès per la defecció d'un contingent gal aliat, va decidir retirar-se de matinada a l'altre riba del Trèbia, esperant l'arribada del segon exèrcit consular, al comandament de Tiberi Semproni Long. Aquest va imposar el seu criteri d'entaular combat de forma imminent amb l'exèrcit púnic, desoint els prudents consells d'Escipió contra aquesta mesura.
El 217 aC, les tropes van avançar per la ruta més ràpida cap a la Itàlia central, a la vora del riu Arno, una ruta d'aiguamolls crescuts en aquesta època. Va creuar els Apenins sense oposició, però va perdre gran part del seu exèrcit. Amb l'exèrcit de Gai Flamini com a úniques forces romanes, va provocar que aquest el perseguís fins que el va emboscar en la batalla del llac Trasimè, on Hanníbal va destruir l'exèrcit de Flamini. Però en contra de l'opinió dels seus generals, no va atacar Roma que semblava inexpugnable.
Hanníbal va disposar un cos de genets que van travessar el riu Trèbia i van atreure l'atenció de l'exèrcit romà, el qual, havent travessat el riu gelat en ple, sense haver-se desdejunat i de forma temerària, es van trobar de front amb l'exèrcit púnic, sec i prest per a la batalla. Aquesta va ser la batalla del Trèbia, on només 10.000 romans van poder escapar (d'un exèrcit de 40.000 homes), mentre que les baixes d'Hanníbal van ser escasses.
Els romans es van retirar, deixant a Hanníbal el control del nord d'Itàlia. El suport dels gals i de les ciutats italianes no va ser l'esperat, i molts terratinents romans van cremar la casa per evitar el saqueig (donant lloc indirectament al latifundisme posterior). Malgrat aquesta resistència, Hanníbal va ser capaç de reforçar el seu exèrcit fins a comptar amb 50.000 soldats.
Temorosos per la seva derrota, els romans van nomenar com a dictador a Quint Fabi Màxim Berrugós. Fabius va decidir-se per una impopular guerra de fam, trencant les línies de subministrament púniques i mantenint les seves tropes a prop però sense oferir batalla a camp obert. Fabius va decidir que el millor seria evitar noves batalles campals, a causa de la superioritat de la cavalleria cartaginesa. En lloc d'això, va intentar tallar la línia de subministraments d'Hanníbal, devastant els camps de conreu i fustigant al seu exèrcit. Aquestes operacions són ara conegudes com a tàctiques fabianes, i li van valer el sobrenom de Cunctator (alentidor). Aquestes tàctiques no comptaven amb gran suport del poble, que desitjava un final ràpid a la guerra, de manera que quan el comandant de la cavalleria, Minuci, va aconseguir una petita victòria sobre els cartaginesos, va ser nomenat dictador igual que Fabi. No obstant això, la consegüent divisió de les forces romanes va fer possible que Hanníbal aconseguís una victòria total sobre Minuci, l'exèrcit hagués estat completament destruït si Fabi no l'hagués salvat. Això va posar en evidència que les forces romanes no s'havien d'afeblir sent dividides, i que el sistema de la dictadura no era en si la solució al problema. Així que l'any següent va ser reemplaçat pels cònsols Emili i Terenci Varró amb aquestes intencions.
Hanníbal es dirigí cap al sud de la península Itàlica, arrasant tot al seu pas, seguit de prop per les tropes romanes, per passar l'hivern a Gerunium. El 216 aC, veient que els romans no presentaven batalla, Hanníbal es decidí a passar a l'ofensiva i va tallar també els subministraments a Roma, assetjant la ciutat de Cannes, un punt clau, en el que es va lluitar la batalla de Cannes, amb el resultat d'una altra humiliant derrota dels exèrcits romans, tot i el seu gran avantatge numèric.
Els romans excedien en nombre als cartaginesos per 36.000 homes (en total eren 80.000 soldats d'infanteria i 6.000 genets, segons Polibi), els cartaginesos, en nombre de 50.000, eren superiors en cavalleria (10.000 efectius). Hanníbal, en el transcurs de la batalla de Cannes va permetre al centre de les seves tropes retirar-se, doblegant en forma d'U. Va aprofitar la seva cavalleria, superior a la romana, per a obligar els romans a retirar-se de manera desordenada, va ser capaç d'envoltar a les legions i aniquilar-la per complet. Només van escapar 16.000 romans. En aquesta batalla el cònsol Emili (avi del futur destructor de Cartago, Escipió Emilià), va perdre la vida, mentre que Terenci Varró va fugir amb les restes de l'exèrcit romà derrotat.
Aquesta batalla li va valer a Hanníbal alguna cosa del suport que necessitava. Els tres anys següents es van unir a la seva causa les ciutats de Càpua, Siracusa (a Sicília) i Tàrent. També li va valer l'aliança del rei Filip V de Macedònia el 217 aC, que va donar començament a la Primera Guerra Macedònica. La flota macedònica era, però, massa feble per oposar-se a la romana, per la qual cosa no va poder facilitar-li suport directe a Itàlia.
Havent après la lliçó després de tres derrotes consecutives, els romans es van decantar per seguir la guerra de fam, practicant la tàctica de terra cremada. Les repetides crides d'Hanníbal per obtenir nous reforços van ser menystingudes pels polítics cartaginesos, entre els que dominava la idea de negociar la pau amb els romans, temorosos de perdre la gran font de recursos que significava Hispània. Així, incapaç de conquerir Roma, abandonat pels seus governants i desconfiat dels seus aliats, tot i que va obtenir altres victòries, progressivament va anar reculant.
A Roma, després de tants desastres, es va estendre el pànic. Ja no hi havia família en què algú no hagués mort en combat. Es va pensar que Hanníbal atacaria immediatament la ciutat, de manera que es van prendre severes mesures per a la defensa, entre elles el reclutament general de tots els homes de més de 17 anys aptes per a les armes, així com la compra de 8.000 esclaus joves per l'Estat, amb la finalitat de formar 2 legions, i l'ús de les armes custodiades com trofeus de guerra. Per evitar que Hanníbal s'assabentés d'aquestes disposicions, es va prohibir la sortida de la ciutat als civils. Gràcies a aquestes mesures, la moral del poble va ser sensiblement elevada.
Roma havia començat a comprendre la saviesa de les tàctiques de Fabi, que va ser reelegit cònsol el 215 aC i el 214 aC. Una altra lliçó de les dures derrotes sofertes va ser que els romans havien deposar les seves diferències polítiques a fi d'enfrontar units un enemic que volia destruir Roma. Durant la resta de la guerra a Itàlia, Roma va emprar tàctiques fabianes, dividint el seu exèrcit, de 25 legions inexpertes, en petites forces situades en localitzacions vitals, i evitant els intents cartaginesos d'atreure-les a batalles campals. Des de l'any 211 aC, Roma comença a ressorgir de les seves cendres.
A l'any següent els romans van triar cònsol a Gai Flamini, esperant que pogués derrotar el cartaginès. Flamini va planejar una emboscada a Arrècium. No obstant això, Hanníbal va rebre informes de l'atac i va superar a l'exèrcit emboscat, travessant una regió pantanosa durant quatre dies i tres nits, en una odissea que li va costar dos dels seus elefants i la visió en un dels seus ulls, però que li garantia una marxa directa cap a Roma. El cònsol, sorprès per complet, es va veure obligat a perseguir-lo, i Hanníbal va esdevenir l'emboscador en la batalla del llac Trasimè, on les tropes romanes van ser voltades i vençudes, morint el mateix Flamini a mans d'un gal, la tribu havia estat sotmesa pel romà anys enrere.
Tot i la victòria i les peticions dels seus generals, Hanníbal no va procedir al setge de Roma, ja que, a part que no tenia equipament de setge adequat i no posseïa una base d'aprovisionament a la Itàlia central, comptava a afeblir la força de resistència de Roma destruint el millor del seu exèrcit. Per tant, es va dirigir cap al sud d'Itàlia amb l'esperança d'incitar una rebel·lió entre les ciutats gregues del sud, el que li permetria disposar de més recursos econòmics per vèncer als romans.

## La guerra a Sardenya
Els romans havien estat enfrontats durant molt temps amb els nadius de l'illa de Sardenya. Per l'any 216 aC, la situació de l'illa estava prou madura per rebel·lar-se. L'única legió estacionada a l'illa es trobava delmada per les malalties i el pretor que la governava, Quint Muci Escèvola, també havia caigut malalt. A més, els salaris dels soldats i les provisions arribaven de manera irregular des de Roma, de manera que l'exèrcit es veia obligat a finançar-se directament d'impostos que requeien sobre la població nadiua. Hampsicora, un cacic dels nadius illencs, es va posar en contacte amb Cartago sol·licitant ajuda, al que la ciutat va respondre enviant a un oficial anomenat Hannó amb ordres de finançar la revolta i de reclutar un exèrcit. Amb això els cartaginesos pretenien vèncer a la guarnició romana. Hasdrúbal el Calb va ser designat comandant d'aquesta força. Ell va aconseguir arribar a Sardenya a la tardor de l'any 215 aC, va desembarcar als voltants de Cornus, on es va trobar amb l'exèrcit romà, i va començar la batalla de Cornus. Els romans van derrotar a Hasdrúbal el Calb. Els supervivents cartaginesos van intentar escapar a l'Àfrica però van ser interceptats per una flota romana.

## La guerra a Sicília

Batalles de la Segona Guerra Púnica, incloent els enfrontaments a Sicília.

L'any 212 aC, els siracusans, després de la mort del rei Hieró II, van decidir trencar el tractat d'aliança amb Roma i posar-se de part de Cartago. Els cartaginesos van prometre a Siracusa donar-li el domini de tota Sicília a canvi de la seva ajuda per vèncer a Roma. Això va provocar que els romans els declaressin la guerra, enviant al cònsol Marc Claudi Marcel amb quatre legions incompletes i la flota per prendre per assalt Siracusa. En aquesta ciutat vivia el gran matemàtic i físic Arquímedes, qui va construir màquines de guerra que van sembrar el pànic entre l'exèrcit i la flota romanes. Sobresurt entre aquestes màquines una que podia llançar una àncora amb un cabestrant, de manera que quan l'àncora es clavava en la nau era retirada amb violència per mitjà de l'argue, alçant la nau i provocant el seu enfonsament.
Marcel va haver de desistir de l'assalt i passar al setge de Siracusa. L'exèrcit cartaginès va arribar a ajudar a la ciutat, establint el seu campament a prop del romà, mentre la flota va entrar al port i va portar provisions als siracusans. La situació es va decidir quan es va deslligar una epidèmia provocada per les exhalacions dels pantans que envoltaven Siracusa, les que van provocar la mort de gairebé tot l'exèrcit cartaginès (entre els romans la pesta va ser més benigna.)
En arribar la primavera del 211 aC, la flota cartaginesa va decidir portar ajuda a Siracusa però, havent-se apropat la flota romana, el comandant cartaginès va decidir retirar-se, i això va provocar la rendició de la ciutat. Els romans van procedir llavors a saquejar-la, emportant-se innombrables tresors artístics i monetaris. Arquimedes, qui havia estat requerit per Marcel per conèixer-lo, en fer cas omís de l'ordre, va ser assassinat per un soldat romà desconegut. D'aquesta manera els romans van restablir i van ampliar el seu domini a Sicília, el que els va permetre comptar amb una ingent font d'aprovisionament de grans, decisiva per aixecar la moral del poble.

## El curs de la guerra canvia a Itàlia

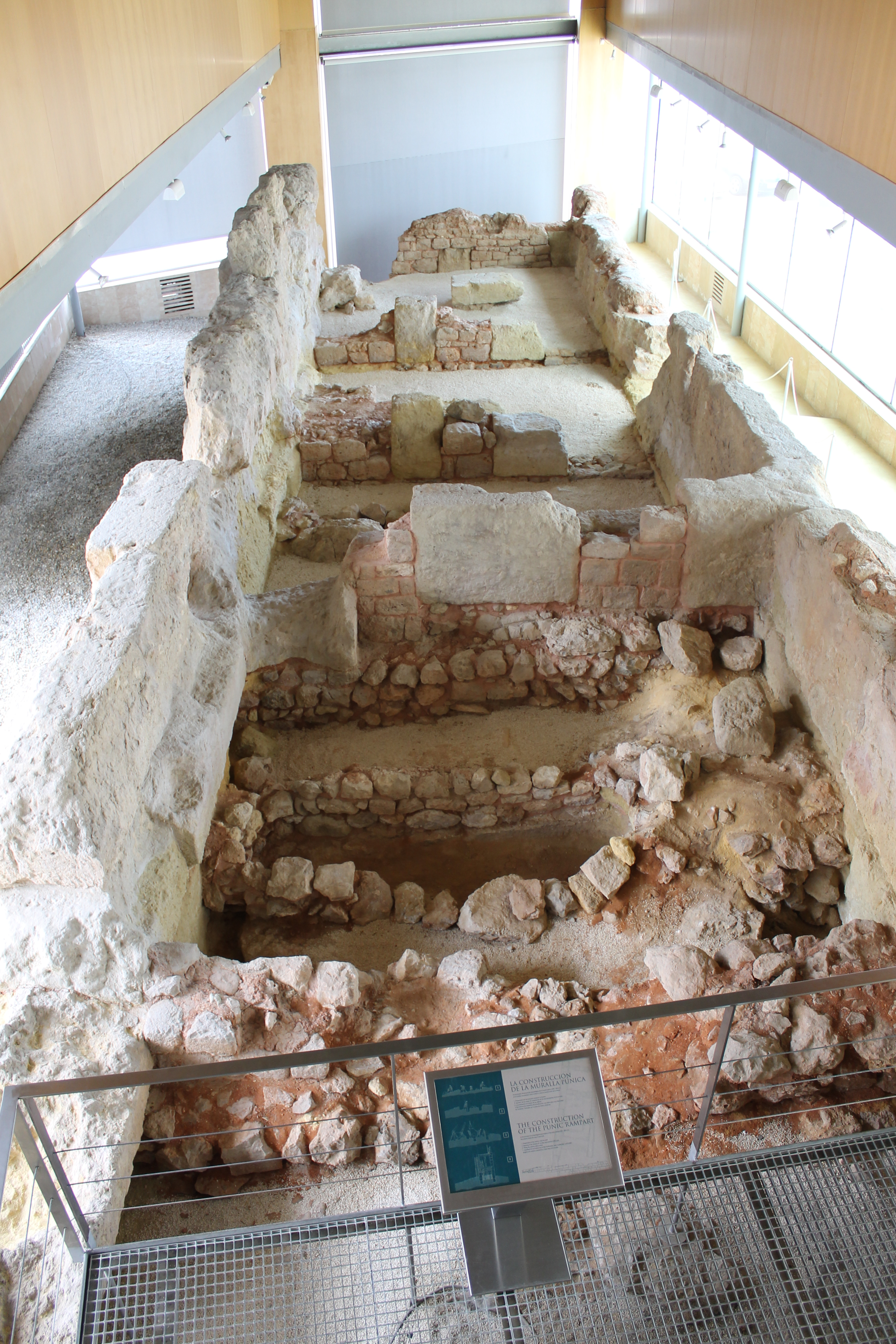
Jaciment arqueològic de la muralla púnica de Cartago Nova (actual Cartagena), ciutat presa per Escipió el 209 a.C.

A Itàlia, els romans, que durant tota la guerra van comptar amb el suport de les ciutats del centre del país, van decidir revertir el curs de la guerra, per al que van enviar un gran exèrcit a assetjar la ciutat de Càpua, segona ciutat d'Itàlia en importància. Hanníbal va obligar els romans a aixecar el setge, però no va poder romandre a la ciutat per falta de proveïments. Els romans, una vegada Hanníbal es va haver retirat, van tornar a assetjar la ciutat, envoltant-la completament amb un doble fossat. Tots els atacs d'Hanníbal van ser rebutjats, pel que aquest, per tal d'obligar-los a aixecar el setge, va marxar sobre Roma. Va arribar a les portes de la ciutat, però les potents fortificacions i la presència en ella de quatre legions li van fer desistir del seu atac. A més, les legions que assetjaven Càpua no es van moure del seu lloc. Hanníbal, per tant, es va veure obligat a deixar la ciutat a mercè dels romans, els qui la van prendre i van reduir a esclavitud part de la població.
La caiguda de Càpua va facilitar als romans la reconquesta de les principals ciutats d'Itàlia meridional controlades pels cartaginesos, entre elles Tarant, en la qual Fabi Màxim va reduir a esclavitud a 30.000 dels seus habitants.
En sortir Hasdrúbal d'Hispània, va enviar missatges a Hanníbal en què li expressava el seu desig de reunir-se amb ell a la zona d'Ombria, a la Itàlia central. No obstant això, els correus van caure en mans del cònsol romà Claudi Neró, que es trobava al sud d'Itàlia enfrontant-se al cartaginès. Al nord d'Itàlia es trobava el cònsol Livi Salinator, amb 20.000 homes. Hasdrúbal comptava amb 30.000, de manera que Neró va decidir portar-se als 20.000 homes més selectes del seu exèrcit per reunir-se amb Livi. D'aquesta manera, els romans van sumar 40.000 homes, que van derrotar totalment a Hasdrúbal en la batalla del Metaure, on aquest últim va perdre la vida. Hanníbal, assabentat de la mort del seu germà quan els romans li van llançar el seu cap, va comprendre que no era possible rebre més ajuda des d'Hispània, veient reduït el seu sector d'operacions. En canvi, per als romans aquesta victòria va motivar un entusiasme incontenible, que els va permetre continuar la guerra amb renovada energia i decisió per tal de guanyar-la.
Quan Hasdrúbal va sortir cap a Itàlia, Escipió va atreure a les seves files a les diverses tribus hispanes. Això li va permetre derrotar els cartaginesos, fins que en el 206 aC els va expulsar d'Hispània després de la batalla d'Ilipa. El germà menor d'Hanníbal, Magó Barca, un cop fora d'Hispània, es va dirigir a les illes Balears (encara sota el control de Cartago), i els romans es van apoderar de les últimes ciutats hispanes sota el control cartaginès. No obstant això, Magó va tractar d'ajudar al seu germà desembarcant en la Itàlia septentrional, però els romans el van derrotar, infligint ferides greus que li van conduir a la mort mesos després.

## La guerra a Hispània

### Primera campanya romana
Roma va enviar el 218 aC tropes a Hispània sota el comandament de Gneu Corneli Escipió i Publi Corneli Escipió. Deciana i Empúries van ser el punt de partida de Roma a la península. La seva primera missió va ser buscar aliats entre els ibers. Va reeixir signar alguns tractats d'aliança amb caps tribals ibers de la zona costanera, però probablement no va aconseguir atreure a la seva causa a la majoria. La tribu dels ilergets, una de les més importants al nord de l'Ebre, era aliada dels cartaginesos. Gneu Escipió va sotmetre mitjançant tractat o per la força la zona costanera del nord de l'Ebre, inclosa la ciutat de Tàrraco, on va establir la seva residència.
El primer combat important entre cartaginesos i romans va tenir lloc en la batalla de Cissa (218 aC) probablement prop de Tarraco, encara que s'ha pretès identificar-la amb Guissona, a Lleida. Els cartaginesos, al comandament d'Hannó, van ser derrotats per les forces romanes al comandament del mateix Gneu Escipió. El cabdill dels Ilergets, Indíbil, que combatia en el bàndol cartaginès, va ser capturat. Quan la victòria de Gneu era un fet, Hasdrúbal Barca va arribar amb reforços i va dispersar els romans, sense derrotar-los (Hasdrúbal va destrossar la flota romana, però com només comptava amb uns nou mil homes va reembarcar cap a Cartago Nova, l'actual Cartagena, i els romans van tornar a la seva base principal, la ciutat de Tarraco.
El 217 aC la flota de Gneu Escipió va vèncer a la d'Hasdrúbal Barca en la batalla del riu Ebre. Hasdrúbal avançava per terra mentre la flota estava al comandament d'Himilcó; però sorpreses, les naus cartagineses d'Hasdrúbal van haver de tornar a Cartago Nova. Atacat i vençut pels celtibers al servei de Roma, únicament va poder salvar-se gràcies als reforços arribats des d'Àfrica. Poc després van arribar reforços romans procedents d'Itàlia, al comandament de Publi Escipió, germà de Gneu, i els romans van poder avançar fins a Arse, que van refundar com Sagunt. A Gneu i Publi Escipió cal atribuir la fortificació de Tarraco i l'establiment d'un port militar. La muralla de la ciutat es construí probablement sobre una muralla anterior, anomenada Ciclòpia; s'hi aprecien marques de picapedrer ibèriques, com que segurament es va construir amb mà d'obra local. El 216 aC Gneu i Publi Escipió van combatre contra els ibers, probablement tribus del sud de l'Ebre. Els atacs d'aquests ibers van ser rebutjats.
El 215 aC els cartaginesos van rebre reforços al comandament d'Himilcó, i es va donar un nou combat, pel que sembla prop d'Amposta o Sant Carles de la Ràpita, en l'anomenada batalla d'Ibera. La rebel·lió de Sifax a Numídia (Alger i Orà) contra Cartago, en combinació amb Roma, va obligar a Hasdrúbal a tornar a l'Àfrica amb les seves millors tropes (214 aC), deixant el camp lliure d'Hispània als romans. El 211 aC Hasdrúbal Barca va retornar a la península. L'acompanyava Masinisa amb els seus guerrers númides. Les forces cartagineses es van estructurar en tres exèrcits, manats respectivament per Hasdrúbal Barca, per Hasdrúbal, fill de Giscó (Giscó fou un destacat general cartaginès a la Primera Guerra Púnica), i per Magó Barca
Els romans també es van organitzar en tres grups, manats per Gneu Escipió (enfront d'Hasdrúbal Barca), Publi Escipió (enfront d'Hasdrúbal, fill de Giscó, i enfront de Magó), i Tit Fonteu (amb les forces més enllà de l'Ebre). Hasdrúbal, fill de Giscó, i Magó, recolzats pel númida Masinisa, van vèncer Publi Escipió, que va resultar mort. Gneu Escipió va haver de retirar-se al desertar els mercenaris celtibers, als quals Hasdrúbal Barca va oferir una suma més gran que la pagada per Roma (i va aconseguir amb això la seva retirada). Gneu va morir durant la retirada, i els cartaginesos estaven a punt de passar el riu Ebre quan un oficial anomenat Gai Marci Sèptim, elegit general per les tropes, els va rebutjar. L'escenari d'aquests combats és incert, però sabem que Indíbil combatia de nou amb els cartaginesos. El combat va tenir lloc el 211 aC.
El 210 aC una expedició sota el comandament del nou procònsol Gai Claudi Neró, va capturar a Hasdrúbal Barca, però aquest va trair la seva paraula i va fugir deshonrosament. El Senat romà va decidir trametre un nou exèrcit a l'Ebre, per evitar el pas de l'exèrcit cartaginès cap a Itàlia. El comandament d'aquest exèrcit va ser confiat a Publi Corneli Escipió, fill del general d'igual nom, mort en combat el 211 aC.

### Segona campanya romana
El 209 aC va sortir cap a Hispània des del port d'Òstia amb deu mil infants i mil cavalls, i una flota de 30 quinquerrems al comandament del seu amic i conseller Gai Leli, acompanyant-los el nou procònsol Marc Silà, successor designat de Claudi Neró. Publi va desembarcar a Empúries, i immediatament es va dirigir a Tarraco.
A la seva arribada, els tres exèrcits cartaginesos estaven situats així: l'exèrcit d'Hasdrúbal Barca tènia les seves posicions a la zona del naixement del Tajo; l'exèrcit d'Hasdrúbal, fill de Giscó, se situava a Lusitània, prop de l'actual Lisboa; i l'exèrcit de Magó quedava ubicat a l'estret de Gibraltar.
Publi Escipió, en un cop audaç, va deixar desguarnit l'Ebre, i va atacar Cartago Nova per terra i mar. La capital púnica peninsular, dotada d'una guarnició insuficient sota el comandament d'un cap anomenat també Magó, va haver de cedir, i la ciutat va quedar ocupada pels romans. Publi Escipió va tornar a Tarraco abans que Hasdrúbal pogués traspassar les desguarnides línies de l'Ebre.

Hispania Citerior

Després d'aquesta audaç operació, una bona part de la Hispània Ulterior es va sotmetre a Roma. Publi Escipió va saber atraure's a diversos cabdills ibers, fins aleshores aliats dels cartaginesos, com Edecó (enemistat amb Cartago des que la seva dona i els seus fills van ser presos com a ostatges), Indíbil (per la mateixa causa), i Mandoni (afrontat per Hasdrúbal Barca).
L'hivern del 210 aC, Publi Escipió va avançar cap al sud, i va xocar amb l'exèrcit d'Hasdrúbal Barca (que al seu torn avançava cap al nord) prop de Baeza, al poblet de Baecula. Publi Escipió es va atribuir la victòria (la qual cosa és dubtosa), però, si tal va ser el cas, no va aconseguir impedir que Hasdrúbal Barca seguís l'avanç cap al nord amb la major part de les seves tropes. En el seu avanç cap al nord Hasdrúbal va arribar als passos occidentals pirinencs.
Hasdrúbal va acampar en el Sud de les Gàl·lies, i després va passar a Itàlia (209 aC). El 208 aC Magó, el fill d'Hamílcar, es va retirar amb les seves forces a les illes Balears, i Hasdrúbal, el fill de Giscó, es va mantenir a Lusitània.
El 207 aC reorganitzats els cartaginesos, i amb reforços procedents d'Àfrica sota el comandament de Hannó, van poder recobrar la major part del sud de la península. Després de sotmetre Hannó aquesta zona, va tornar Magó amb les seves forces, i es va traslladar a la zona d'Hasdrúbal, fill de Giscó. Però poc després les forces de Hannó i de Magó van ser derrotades per l'exèrcit romà manat per Marc Silà. Hannó va ser capturat, i Hasdrúbal, fill de Giscó, i Magó van haver de fortificar-se a les principals places fortes.
Hasdrúbal, fill de Giscó, i Magó, van rebre nous reforços des d'Àfrica (206 aC), i per part seva van reclutar un contingent d'indígenes, i van presentar batalla als romans a la mateixa aldea de Baecula, pròxima a l'actual Baeza, on ja s'havia lliurat una batalla l'hivern del 210 aC. Però en aquesta ocasió Publi Escipió fill va obtenir una clara victòria. Magó i Hasdrúbal, fill de Giscó, es van refugiar a Gades, i Publi Escipió va quedar amo de tot el sud peninsular, i va poder travessar cap a l'Àfrica on es va entrevistar amb el rei númida Sifax, que abans l'havia visitat a Hispània (206 aC).
Una malaltia de Publi Escipió va ser aprofitada per una unitat de l'exèrcit per amotinar-se en demanda de sous endarrerits, i això, al seu torn, va ser aprofitat pels Ilergets i altres tribus ibèriques per rebel·lar-se, al comandament dels cabdills Indíbil (dels Ilergets) i Mandoni (dels Ausetans), rebel·lió adreçada essencialment contra els procònsols Luci Corneli Lèntul i Luci Manli. Publi Escipió va apaivagar el motí i va posar un final sagnant a la revolta dels ibers. Mandoni va ser pres i executat (205 aC); Indíbil va aconseguir escapar.
Magó i Hasdrúbal van abandonar Gades amb tots els seus vaixells i les seves tropes per acudir a Itàlia en suport d'Hanníbal, i després de la sortida d'aquestes forces, Roma va quedar en possessió de tot el Sud d'Hispània (205 aC). Roma dominava ara des dels Pirineus a l'Algarve, seguint la costa, i cap a l'interior el domini romà arribava fins a Osca, i des d'allà cap al Sud fins a l'Ebre i per l'est fins al mar.
Des del 197 aC la península Ibèrica sotmesa a Roma va quedar dividida en dues províncies: la Hispània Citerior, al nord (la futura Tarraconense, amb Tarraco com a capital), i la Hispània Ulterior (al sud), el govern de les quals correspondria a dos procònsols (anomenats també pretors o propretores) bianuals (el que sovint va resultar incomplet).

## Invasió romana d'Àfrica
Després d'acabar amb la presència de les forces cartagineses a Hispània, Escipió Africà Major, altrament conegut com a Escipió l'Africà, va proposar al senat romà que aprofitant la superioritat naval romana acabar la guerra atacant a la mateixa ciutat de Cartago i els territoris més propers a aquesta, que, més o menys, es troben l'actual Tunis. Malgrat la cautela del senat romà, Escipió va rebre del poble de Roma l'autoritat necessària per a intentar la invasió.
Un cop desembarcat a l'Àfrica sense oposició de la flota cartaginesa, els romans van trobar un aliat que fet i fet resultaria decisiu: Masinissa, rei nominal de Numídia Oriental, despullat del seu tron pel seu rival, Sifax, rei de Numídia Occidental, aliat de Cartago. Escipió posa setge a Útica, ciutat situada a la costa mediterrània d'Àfrica, però l'arribada dels exèrcits units de Sifax i Cartago l'obliguen a retirar-se. Escipió decideix entrar en negociacions de pau, però amb la secreta fi d'esbrinar tot el necessari per atacar per sorpresa als seus enemics.
Després del desembarcament a l'Àfrica, Escipió va operar amb cautela en territori cartaginès, limitant-se a enfortir el seu exèrcit reclutant entre la població local desafectes al règim cartaginès. Un cop Masinissa va fer fora al pro cartaginès Sifax del tron númida, Escipió l'Africà es va sentir capaç d'arriscar-se a amenaçar la ciutat de Cartago mitjançant una batalla que obligués a acabar la guerra.
La primavera del 203 aC els romans van dur a terme el seu atac i van causar ingents pèrdues als cartaginesos i als númides, això els va permetre posar setge a la ciutat d'Útica. Els cartaginesos i els númides van reunir les seves últimes reserves (incloent mercenaris ibers) per enfrontar-se a Escipió. La consegüent batalla dels Grans Camps va culminar amb la completa victòria romana, expulsant a Sifax del tron de Numídia i obligant a Cartago a entaular negociacions de pau.
Cartago i Roma acorden que la pau es restablirà mitjançant la pèrdua de Cartago de qualsevol possessió no africana, lliurament de tota la flota de guerra amb excepció d'unes quantes naus i el pagament d'un tribut, així com el reconeixement de Masinissa com rei independent de Numídia. No obstant això, en arribar les tropes cartagineses d'Hanníbal i Magó a l'Àfrica, es va decidir trencar l'acord mitjançant l'atac a unes naus romanes que van buscar refugi d'una tempesta a prop de Tunísia. La guerra va tornar a començar, però la situació era ara molt diferent.
Aleshores el senat cartaginès va cridar al seu general Hanníbal, el qual es trobava a Itàlia lluitant contra Roma. Hanníbal, liderant un exèrcit de veterans d'Itàlia i de ciutadans cartaginesos, va anar a l'encontre de l'exèrcit d'Escipió. Escipió va desembarcar a l'Àfrica i es va posar en contacte amb Masinisa, qui li va proporcionar 4.000 genets i 6.000 infants. Hanníbal, informat de la seva arribada, va mobilitzar al seu exèrcit, però abans d'entrar en batalla va tractar de negociar amb Escipió. No havent-hi acords, ambdós exèrcits es van trobar a la plana de Zama Regia.

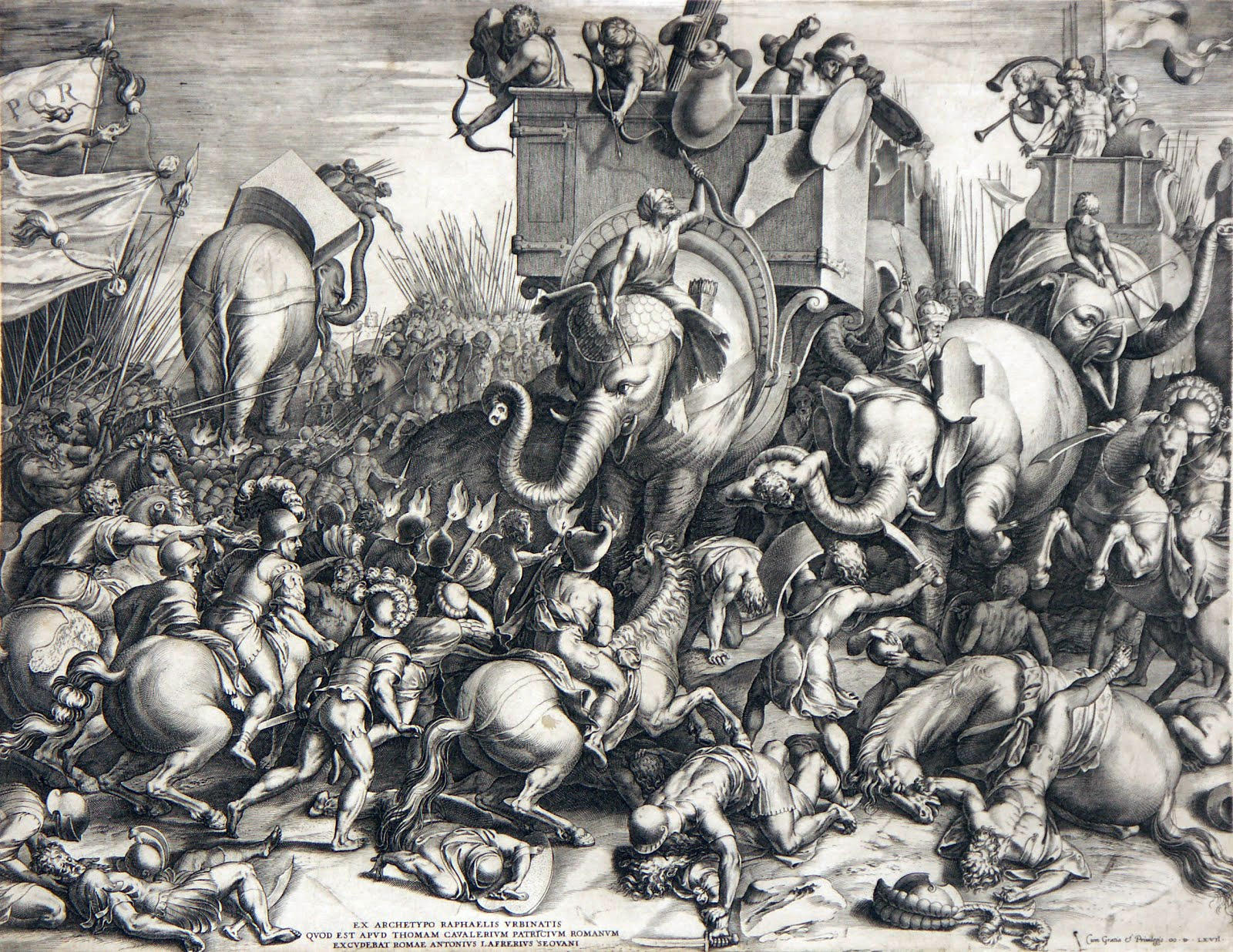
Pintura de la batalla de Zama per Cornelis Cort, 1567

A la batalla de Zama (202 aC), es va fer un gir de 180 graus a les típiques batalles de la Segona Guerra Púnica perquè els romans es trobaven en inferioritat numèrica pel que fa a infanteria i els cavallers cartaginesos, a causa de la traïció númida, es veieren superats per 5.700 cavallers romans. Al començament de la batalla la cavalleria romana va envoltar la cartaginesa, però en comptes de tornar immediatament al front principal de la batalla, van continuar la maniobra. Després d'una gran escaramussa entre la infanteria lleugera romana i la combinació d'infanteria lleugera i elefants de guerra cartaginesos, les formacions principals es van trobar.
Hanníbal havia desplegat els seus veterans en la formació esglaonada darrere de la primera línia de combat, amb la intenció d'envoltar els flancs de l'exèrcit romà. No obstant això, Escipió havia fet el mateix combinant files de triaris i de principes, la qual cosa va permetre a l'exèrcit romà resistir la maniobra cartaginesa. Aleshores, els legionaris romans van fer sorolls molt forts, els quals van espantar als elefants de guerra i aquests van fugir en direcció a l'exèrcit cartaginès, obrint, amb el seu pas, forats en les formacions púniques. Aleshores, quan els romans s'enfrontaven ja amb la infanteria cartaginesa, la cavalleria romana va tornar atacant per la rereguarda cartaginesa. Aquest atac per dos fronts va desintegrar les formacions cartagineses i va assegurar la victòria romana. Hanníbal va sobreviure i va fugir a Cartago per a informar de la derrota cartaginesa. Aquesta batalla, la batalla de Zama, va ser la primera gran derrota de la carrera militar d'Hanníbal. Roma dominava la Mediterrània occidental, i Cartago ja no fou mai més una potència militar.

## El final de la guerra i les seves conseqüències
El mateix Hanníbal decideix dur a terme les negociacions de pau amb Roma, perquè comprèn que és inútil seguir resistint. Les dures condicions imposades per Roma són: pèrdua de totes les possessions de Cartago situades fora del continent africà, prohibició de declarar noves guerres sense el permís del poble romà, obligació de lliurar tota la flota militar, reconeixement de Masinissa com a rei de Numídia i acceptació de les fronteres entre Numídia i Cartago que aquest determinés, pagament de 10.000 talents de plata (aproximadament 260.000 kg) en 50 anys, manteniment de les tropes romanes d'ocupació a l'Àfrica durant tres mesos i lliurament de 100 ostatges escollits per Escipió, com a garantia del compliment del tractat.
Hanníbal va acceptar les condicions, a fi que els romans el deixessin en pau mentre ajudava a Cartago a reconstituir el seu poder. El tractat va ser ratificat per ambdós senats, el cartaginès i el romà, l'any 201 aC. En conèixer el final de la guerra, els romans van celebrar una gran festa triomfal i a Escipió se'l va començar a anomenar L'Africà.
En el cas de Cartago, les duríssimes condicions imposades per Roma, encara que la deixaven com un estat independent, la van reduir a una posició de segon pla en l'escena internacional, el que va tallar de soca-rel qualsevol intent d'Hanníbal i d'altres per recuperar la seva antiga glòria.
Tot el contrari va ser per a Roma. La costosa victòria en la Segona Guerra Púnica (uns 400 pobles destruïts i prop de 500.000 romans morts), aconseguida a força de l'heroisme i la disposició romana al sacrifici, va fer possible que en el transcurs de 170 anys la petita ciutat del Tíber es transformés en el centre de la més gran potència mundial de l'edat antiga, la influència cultural, artística i fins i tot política es percep encara en els nostres dies.

## Conclusions de la guerra
Roma tractava de desestabilitzar l'incipient imperi colonial cartaginès a Ibèria debilitant-ne el complex i poc consistent sistema d'aliances, utilitzant per a això a Sagunt, i quan l'actitud bel·ligerant d'aquesta ciutat respecte als aliats dels cartaginesos va provocar una amenaça d'aquests, la va declarar la seva aliada i després de destruir-la va declarar la guerra a Cartago.
Mentre que els cartaginesos argumentaven que Sagunt va ser declarada aliada de Roma a posteriori de la signatura del tractat en què s'havien marcat les zones d'influència cartaginesa i romana a la península Ibèrica. La frontera s'havia fixat en el riu Ebre i Sagunt per tant era una excusa perfecta per declarar una guerra donada l'òbvia indefendibilitat d'aquest com a aliat segons el tractat. No hi havia possibilitat de negociació.
La maniobra va ser efectiva, i va provocar la segona guerra contra l'únic enemic que els romans temien. Més grans, més rics, millors dominadors de l'entorn marítim, els cartaginesos veien i mostraven la Roma de l'època com un llogaret vulgar, font d'un únic tipus de cultura, la militarista. Però Roma estava ja començant a ser una altra cosa: l'origen d'un imperi.
S'ha dit que coincidint amb altres casos, la Segona Guerra Púnica va ser més la guerra entre un home i un «estat» que entre dos imperis, com s'ha presentat habitualment. Hanníbal i la seva família, gairebé el suport de la seva ciutat, van mantenir la guerra durant més de 20 anys gràcies a una subtil i intel·ligent maniobra estratègica: Traslladar el centre d'operacions als camps d'Itàlia, de manera que la devastació originada fos en detriment dels que havien iniciat la guerra.

## Cartago després de la guerra
Quan el senat cartaginès es va assabentar de la derrota no li va quedar més opció que acceptar la pau que Roma imposava. Amb aquest fet, la segona guerra Púnica va arribar al seu final. Cartago es va veure obligada, per a sobreviure, a renunciar a les seves possessions a Hispània, a tenir l'exèrcit controlat per Roma i a pagar forçada a pagar la suma de 200 talents de plata anuals durant 50 anys. A més a més, gran part de les possessions africanes de Cartago van haver de ser cedides al regne de Numídia perquè el seu rei, Masinissa I, era aliat de Roma. Aquesta derrota significava que Cartago no podria tornar a lluitar contra Roma pel domini del Mediterrani occidental. 50 anys després, durant la Tercera Guerra Púnica, Cartago només va poder organitzar la defensa de la ciutat, la qual, després d'un setge, va ser capturada i totalment destruïda.

## Roma després de la guerra
La segona guerra Púnica va portar a un empobriment general. Després de la batalla de Cannes es va establir una Comissió per administrar les finances de l'Estat, confiada fins aleshores als qüestors civils i militars. Aquesta comissió estava composta de notables amb extenses atribucions sobre impostos i administració de les rendes públiques, i els seus integrants eren els Triumvirs Banquers (Tresviri Mensarii).
La devaluació monetària i la compra de proveïments a crèdit van ser les mesures principals adoptades pels triumvirs. Un moviment patriòtic va recórrer l'exèrcit, i en una decisió espontània els soldats de les classes altes van renunciar a la seva paga. Els esclaus que havien estat alliberats a canvi d'entrar a l'exèrcit, van demorar el seu alliberament fins a l'acabament de la guerra. Les corporacions encarregades de realitzar treballs públics, administrar edificis i organitzar celebracions, van realitzar gratuïtament les seves feines. Es va fer un emprèstit entre els rics per construir una esquadra. Les reserves del Tresor van ser íntegrament gastades. Malgrat tot, l'Estat no podia fer front a les despeses i va haver de suspendre's el pagament dels soldats de les classes baixes.
El reclutament havia deixat als camps sense gent per treballar-los (quan no era la mateixa guerra la que impedia els cultius). Molts camps van quedar erms. Molts pobres només es van salvar de morir de fam (més per carestia que per falta absoluta d'aliments) per l'arribada de blat egipci i sicilià, que va fer baixar els preus.
Els aliats llatins (llevat de les colònies) i etruscs van flaquejar. Però la guerra va acabar amb l'eliminació política de Cartago, que va passar a ser un Estat de segon ordre. Això va permetre crear nous terrenys agrícoles i restablir l'economia. Així la ciutat de Càpua, aliada d'Hanníbal, va ser declarada aldea, i totes les seves terres van passar al Ager Publicus i van ser parcel·lades i repartides entre petits propietaris. Altres ciutats o pobles que havien anat contra Roma van patir la mateixa o pitjor sort; els brutis, per exemple, van ser reduïts a un estat de semi-esclavitud i se'ls va prohibir portar armes. Altres ciutats d'Apúlia, Lucània i el Samni van perdre gran part dels seus territoris i en elles s'hi van establir colònies el 194 aC. Algunes ciutats es van convertir en fortaleses llatines i fins i tot van canviar el seu nom. No havia més terres parcel·lades perquè les poguessin treballar veterans llicenciats o pagesos pobres, la majoria de les noves terres adquirides van quedar en el Ager Publicus i sovint es van convertir d'horts a terres de pastures.
Els processos públics van sovintejar i les confiscacions van ser molt nombroses.
La població de Roma va disminuir en una quarta part, i es calcula que van morir uns tres-cents mil italians. Al senat, només 123 llocs estaven coberts i va caldre buscar 177 nous senadors. Quatre-centes ciutats van quedar desertes. Van sorgir bandes d'esclaus i de pobres o arruïnats, dedicades al robatori i al pillatge (185 aC se sap que només a Apúlia van ser capturats set mil lladres o esclaus). En moltes terres només van restar els esclaus, i la producció hi va decaure apreciablement.
Els romans van aprendre en aquesta guerra que el blat podia ser portat a Roma des d'altres països (Egipte, Sicília…) i que no sempre calia que ho cultivessin ells mateixos.